# Carex hookeriana
Carex hookeriana är en halvgräsart som beskrevs av Chester Dewey. Carex hookeriana ingår i släktet starrar, och familjen halvgräs. Inga underarter finns listade i Catalogue of Life.